# Нвачукву, Кристиан
Кристиан Нвачукву (англ. Christian Nwachukwu; род. 27 декабря 2005, Абеокута) — нигерийский футболист, вингер клуба «Шеффилд Юнайтед».

## Клубная карьера
Нвачукву — воспитанник российского клуба «Виста». В 2024 году игрок подписал контракт с болгарским «Ботевом». 31 марта в матче против «Черно море» он дебютировал в чемпионате Болгарии. 23 мая в поединке против ЦСКА 1948 Кристиан забил свой первый гол за «Ботев». В своём дебютном сезоне игрок помог клубу выиграть Кубок Болгарии.

## Достижения
Клубные
 «Ботев»
- Обладатель Кубка Болгарии — 2023/2024